# Jonathan Caruana
Jonathan Caruana (ur. 24 lipca 1986 w Paoli) – piłkarz maltański grający na pozycji pomocnika. Mierzy 183 cm wzrostu. Od 2010 roku jest zawodnikiem klubu Valletta FC. W reprezentacji Malty zadebiutował w 2008 roku. Do 5 października 2013 roku rozegrał w niej 29 meczów, w których zdobył jedną bramkę.